# Condado de Comanche (Kansas)
O Condado de Comanche é um dos 105 condados do estado americano de Kansas. A sede do condado é Coldwater, e sua maior cidade é Coldwater. O condado possui uma área de 2 045 km² (dos quais 4 km² estão cobertos por água), uma população de 1 967 habitantes, e uma densidade populacional de 1 hab/km² (segundo o censo nacional de 2000). O condado foi fundado em 26 de fevereiro de 1867.